# Callichirus seilacheri
Callichirus seilacheri är en kräftdjursart som först beskrevs av Bott 1955.  Callichirus seilacheri ingår i släktet Callichirus och familjen Callianassidae. Inga underarter finns listade i Catalogue of Life.